# 사량해협
사량해협(蛇梁海峽)은 경상남도 통영시 사량면 사량도 윗섬과 아랫섬 사이에 있는 해협이다.

## 해양지명
수로업무법 제33조의4 제1항의 규정에 의거 해양지명위원회에서 심의·결정한 해양지명은 다음과 같다.
- 제정 해양지명 : 사량해협
- 대표위치(WGS-84) : 34°50.26´ N 128°12.48´ E
- 범위 : 통영시 사량면 사량도 윗섬과 아랫섬 사이의 길이 약 5km, 폭 0.3~1.3km의 좁은 해협